# Maurupt-le-Montois
Maurupt-le-Montois è un comune francese di 573 abitanti situato nel dipartimento della Marna nella regione del Grand Est.

## Società

### Evoluzione demografica
Abitanti censiti